# 川崎芽衣子
川崎芽衣子（日语：／ Kawasaki Meiko，1985年5月1日—）是日本的女性聲優、舞台演員，千葉縣出身。AIR AGENCY所屬。血型O型。

## 人物
興趣收集自然派的化妝品、網路購物、瑜珈、享受美食、觀賞電影、百人一首。
丈夫是旁白野村達也。2013年6月在自己的BLOG發表於2012年10月20日結婚的消息。

## 演出作品
※粗體字為主要角色。

### 電視動畫
2011年
- 麵包超人（波菜超人、生氣的鬼麵包）
- 迷糊餐廳 第二期（超商店員、母親）

2012年
- 紙箱戰機W（女性櫃台人員、布蓮達）
- 謎樣女友X（波多野、女學生、發令員、女老師、女僕）
- 黑子的籃球（伊月的母親）

2013年
- 紙箱戰機W（作業員）
- 花牌情緣2（本間豐）
- 紙箱戰機WARS（食堂阿姨、仙道清花）
- 進擊的巨人（母親、女、女補給兵）
- 神奇寶貝 THE ORIGIN
- 青春紀行（看護師）

2014年
- 三坪房間的侵略者！？（演劇社長）
- TRINITY SEVEN 魔道書7使者（女教師）

2015年
- 血界戰線（電影中的女性）
- Concrete Revolutio～超人幻想～（女性櫃台人員）

2016年
- JoJo的奇妙冒險 不滅鑽石（聲音導覽）
- 超時空要塞Δ（避難警報廣播）
- 甲鐵城的卡巴內里（武士）
- 聖戰刻耳柏洛斯 龍刻的災禍（琪絲米緹緹、佩莎緹、宿主、文官）
- GUNDAM創戰者 島上熱戰（研究員）
- 超心動！文藝復興（女學生）

2017年
- 鬼平（奉公人C）
- 蠟筆小新（上司、大姐姐）

2018年
- 刀使之巫女（小川聰美）
- 我的英雄學院 第3期（曼德勒貓）

2019年
- 盾之勇者成名錄（貴族、魔法屋）

2020年
- 我的英雄學院 第4期（曼德勒貓）
- 弩級戰隊HXEROS（前輩）

2022年
- SLOW LOOP-女孩的釣魚慢活-（附近的人）
- 哆啦A夢（霍伊的母親）
- 我的英雄學院 第6期（曼德勒貓）

2023年
- 淪落者之夜（姐姐—）
- 葬送的芙莉蓮（出席者）
- 破滅的王國（俘虜、女學生、桑塔瑪麗亞、魔女）

2024年
- 我的英雄學院 第7期（曼德勒貓）

2025年
- 金牌得主（廣播）

### OVA
2013年
- 鋼鐵人：噬甲病毒崛起

2015年
- 東京喰種【PINTO】（女學生）

### 遊戲
2008年
- 高貴之花
- 時間空洞 追回被奪走的過去（三原和織）

2012年
- 戀曲寫真

2013年
- 靜籟之空～獻給失落之星的詩篇～（吉爾〈吉莉莉烏姆·利莫奈特〉[4]）
- 蒼穹的Sky Galleon（蓋亞、貝爾芬格[5]）
- 紙箱戰機WARS（仙道清花）

2014年
- Ar nosurge ～獻給誕生之星的祈禱詩～（吉爾[6]）
- 暗黑破壞神III[7]
- 東京七姐妹（若王子瑠衣[8]）

2015年
- 逆轉奧賽羅尼亞（森林女神[9]）
- 蒼穹的Sky Galleon（謨涅摩敘涅[10]）

### 其他
- BUFFLAO 5人娘（2013年、應用程式）蘇西[11]

### 音樂CD
| 發售日  | 名稱                      | 演唱名義 | 歌曲名稱                           | 商業搭配                 |
| 2015年  | 2015年                    | 2015年 | 2015年                             | 2015年                   |
| ------- | ------------------------- | --- | ---------------------------------- | ------------------------ |
| 4月23日 | t7s Re:Longing for summer | 7TH SISTERS［七咲妮可爾（水瀨祈）、羽生田水戶（淵上舞）、御園尾瑪娜（前田玲奈）、壽庫特（黑瀨優子）、若王子瑠衣（川崎芽衣子）、遊佐夢兒（辻步美）］ | 「Star☆Glitter」                   | 遊戲《東京七姐妹》主題曲 |
| 5月20日 | H-A-J-I-M-A-L-B-U-M-!!    | 7TH SISTERS［七咲妮可爾（水瀨祈）、羽生田水戶（淵上舞）、御園尾瑪娜（前田玲奈）、壽庫特（黑瀨優子）、若王子瑠衣（川崎芽衣子）、遊佐夢兒（辻步美）］ | 「Sparkle☆Time!!」                 | 遊戲《東京七姐妹》       |
| 2016年  |                           | |                                    |                          |
| 2月24日 | SEVENTH HAVEN             | 7TH SISTERS［七咲妮可爾（水瀨祈）、羽生田水戶（淵上舞）、御園尾瑪娜（前田玲奈）、壽庫特（黑瀨優子）、若王子瑠衣（川崎芽衣子）、遊佐夢兒（辻步美）］ | 「SEVENTH HAVEN」 「FALLING DOWN」 | 遊戲《東京七姐妹》       |

## 外部連結
- 事務所官方簡歷 （页面存档备份，存于）（日語）
- MEI★DAYS （页面存档备份，存于）（日語）
- 川崎芽衣子的X（前Twitter）（日語）